# Marcelo Demoliner
Marcelo Demoliner (Porto Alegre, Brasil; 18 de enero de 1989) es un tenista profesional brasileño.

## Carrera
Habitualmente compite en el circuito ATP Challenger Series y Futures de la ITF. Su ranking individual más alto fue el N.º 232 alcanzado el 21 de septiembre de 2009. Mientras que en dobles llegó hasta el N.º 34 el 27 de noviembre de 2017.

## Títulos ATP (5; 0+5)

### Dobles (5)
| Legenda                   |
| Grande Slam (0)           |
| ATP World Tour Finals (0) |
| ATP Masters 1000 (0)      |
| ATP World Tour 500 (0)    |
| ATP World Tour 250 (5)    |

| N.º | Fecha                 | Torneo    | Superficie    | Pareja            | Oponentes en la final          | Resultado           |
| --- | --------------------- | --------- | ------------- | ----------------- | ------------------------------ | ------------------- |
| 1.  | 29 de junio de 2018   | Antalya   | Hierba        | Santiago González | Sander Arends Matwé Middelkoop | 7-5, 6-7(6), [10-8] |
| 2.  | 19 de octubre de 2019 | Moscú     | Dura (i)      | Matwé Middelkoop  | Simone Bolelli Andrés Molteni  | 6-1, 6-2            |
| 3.  | 9 de febrero de 2020  | Córdoba   | Tierra batida | Matwé Middelkoop  | Leonardo Mayer Andrés Molteni  | 6-3, 7-6(4)         |
| 4.  | 13 de junio de 2021   | Stuttgart | Hierba        | Santiago González | Ariel Behar Gonzalo Escobar    | 4-6, 6-3, [10-8]    |
| 5.  | 8 de abril de 2023    | Marrakech | Tierra batida | Andrea Vavassori  | Alexander Erler Lucas Miedler  | 6-4, 3-6, [12-10]   |

#### Finalista (11)
| N.º | Fecha                    | Torneo          | Superficie    | Pareja            | Oponentes en la final                | Resultado              |
| --- | ------------------------ | --------------- | ------------- | ----------------- | ------------------------------------ | ---------------------- |
| 1.  | 6 de febrero de 2016     | Quito           | Tierra batida | Thomaz Bellucci   | Pablo Carreño Guillermo Durán        | 5-7, 4-6               |
| 2.  | 17 de julio de 2016      | Bastad          | Tierra batida | Marcus Daniell    | Marcel Granollers David Marrero      | 2-6, 3-6               |
| 3.  | 5 de marzo de 2017       | São Paulo       | Tierra batida | Marcus Daniell    | Rogério Dutra Silva André Sá         | 6-7(5), 7-5, [7-10]    |
| 4.  | 27 de mayo de 2017       | Lyon            | Tierra batida | Marcus Daniell    | Andrés Molteni Adil Shamasdin        | 3-6, 6-3, [5-10]       |
| 5.  | 1 de octubre de 2017     | Chengdú         | Dura          | Marcus Daniell    | Jonathan Erlich Aisam-ul-Haq Qureshi | 3-6, 6-7(3)            |
| 6.  | 29 de octubre de 2017    | Viena           | Dura (i)      | Sam Querrey       | Rohan Bopanna Pablo Cuevas           | 6-7(7), 7-6(4), [9-11] |
| 7.  | 21 de octubre de 2018    | Amberes         | Dura (i)      | Santiago González | Nicolas Mahut Édouard Roger-Vasselin | 4-6, 5-7               |
| 8.  | 5 de mayo de 2019        | Múnich          | Tierra batida | Divij Sharan      | Frederik Nielsen Tim Puetz           | 4-6, 2-6               |
| 9.  | 29 de septiembre de 2019 | Zhuhai          | Dura          | Matwé Middelkoop  | Sander Gillé Joran Vliegen           | 6-7(2), 6-7(4)         |
| 10. | 18 de octubre de 2020    | San Petersburgo | Dura (i)      | Matwé Middelkoop  | Jürgen Melzer Édouard Roger-Vasselin | 2-6, 6-7(4)            |
| 11. | 23 de julio de 2023      | Gstaad          | Tierra batida | Matwé Middelkoop  | Dominic Stricker Stanislas Wawrinka  | 6-7(8), 2-6            |

## ATP Challenger

### Individuales
| No. | Fecha      | Torneo                       | Superficie    | Rival en la final      | Resultado |
| 1.  | 11.05.2009 | Challenger de Santa Catarina | Tierra batida | Rogério Dutra da Silva | 6-1, 6-0  |

### Dobles
| No. | Fecha      | Torneo                       | Superficie    | Pareja           | Rivales en la final                   | Resultado          |
| 1.  | 11.05.2009 | Challenger de Santa Catarina | Tierra batida | Rodrigo Guidolin | Júlio Silva Rogério Dutra da Silva    | 7-5, 4-6, [13-11]  |
| 2.  | 10.08.2009 | Challenger de Brasilia       | Dura          | Rodrigo Guidolin | Ricardo Mello Caio Zampieri           | 6-4, 6-2           |
| 3.  | 15.07.2012 | Challenger de Bogotá         | Tierra batida | Víctor Estrella  | Thomas Fabbiano Riccardo Ghedin       | 6–4, 6–2           |
| 4.  | 23.09.2012 | Challenger de Campinas       | Tierra batida | João Souza       | Marcel Felder Máximo González         | 6–1, 7–5           |
| 5.  | 20.10.2012 | Challenger de Río de Janeiro | Tierra batida | João Souza       | Frederico Gil Pedro Sousa             | 6–2, 6–4           |
| 6.  | 27.10.2012 | Challenger de Porto Alegre   | Tierra batida | João Souza       | Simon Greul Alessandro Motti          | 6–3, 3–6, [10–7]   |
| 7.  | 26.01.2013 | Challenger de Bucaramanga    | Tierra batida | Franko Škugor    | Sergio Galdós Marco Trungelliti       | 7-6(8), 6-2        |
| 8.  | 10.03.2013 | Challenger de Santiago       | Tierra batida | João Souza       | Federico Delbonis Diego Junqueira     | 7–5, 6–1           |
| 9.  | 28.04.2013 | Challenger de San Pablo      | Tierra batida | João Souza       | James Cerretani Pierre-Hugues Herbert | 6-3, 3-6, [10]-[6] |
| 10. | 12.05.2013 | Challenger de Rio Quente     | Dura          | Fabiano de Paula | Ricardo Hocevar Leonardo Kirche       | 6–3, 6–4           |
| 11. | 12.10.2024 | Challenger de Villa María    | Tierra batida | Orlando Luz      | Boris Arias Federico Zeballos         | 0-6, 6-3, [10-4]   |
| 12. | 09.02.2025 | Challenger de Rosario        | Tierra batida | Fernando Romboli | Guido Andreozzi Théo Arribagé         | 7-5, 6-3           |